# スタンフォード・カーディナル

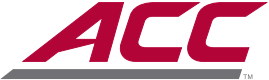
スタンフォード・カラーのACCのロゴ

スタンフォード・カーディナル（英: Stanford Cardinal）は、アメリカ合衆国のスタンフォード大学のスポーツ競技チーム。NCAAディビジョンI所属。

## 競技チーム
| 男子スポーツ                            | 女子スポーツ                 |
| --------------------------------------- | ---------------------------- |
| 野球                                    | バスケットボール             |
| バスケットボール                        | ビーチバレーボール           |
| クロスカントリー                        | クロスカントリー             |
| フットボール                            | フィールドホッケー           |
| ゴルフ                                  | ゴルフ                       |
| 体操                                    | 体操                         |
| ローイング                              | ラクロス                     |
| サッカー                                | ローイング                   |
| 水泳・飛込                              | ローイング軽量級             |
| テニス                                  | サッカー                     |
| 陸上†                                   | ソフトボール                 |
| バレーボール                            | スカッシュ                   |
| 水球                                    | 水泳・飛込                   |
| レスリング                              | アーティスティックスイミング |
|                                         | テニス                       |
|                                         | 陸上†                        |
|                                         | バレーボール                 |
|                                         | 水球                         |
| 男女混合スポーツ                        |                              |
| フェンシング                            |                              |
| セーリング                              |                              |
| †屋外競技チームと室内競技チームがある。 |                              |